# Jeff Andretti
 (mai 2025).
Si vous disposez d'ouvrages ou d'articles de référence ou si vous connaissez des sites web de qualité traitant du thème abordé ici, merci de compléter l'article en donnant les références utiles à sa vérifiabilité et en les liant à la section « Notes et références ».
Pour les articles homonymes, voir Andretti.
Jeff Andretti (né le 14 avril 1964 à Bethlehem en Pennsylvanie) est un ancien pilote automobile américain.

## Biographie
Fils de la légende du sport automobile américain Mario Andretti, Jeff Andretti accède à son tour au plus haut niveau en 1990, année au cours de laquelle il intègre les rangs du championnat CART. En 1991, pour sa première saison complète dans la discipline, il démontre un potentiel intéressant, en étant notamment élu rookie of the year des 500 miles d'Indianapolis. Mais sa progression est brisée dès l'année suivante, puisqu'au cours de l'Indy 500 1992, il est victime d'un grave accident dans lequel il se brise les deux jambes. 
De retour à la compétition quelques mois plus tard, Jeff Andretti ne parviendra jamais à retrouver son niveau. Après deux nouvelles apparitions à l'Indy 500 en 1993 et 1994, puis une participation au championnat Indy Lights en 1995 et au supertourisme américain en 1996, il met un terme à sa carrière. Reconverti dans les affaires, il a brièvement repris le volant en 1999 dans des manches du championnat de Nascar Truck Series.